# The Golden Age (The Asteroids Galaxy Tour)
The Golden Age è un singolo del gruppo musicale danese The Asteroids Galaxy Tour pubblicato il 13 novembre 2009 come terzo estratto dall'album Fruit. In Italia entrò in rotazione radiofonica nel 2011.
La birra Heineken l'ha scelto come colonna sonora per un proprio spot pubblicitario, The Entrance, trasmesso nel 2011.

## Classifiche
| Classifica (2011) | Posizione massima |
| ----------------- | ----------------- |
| Austria           | 4                 |
| Italia            | 17                |
| Paesi Bassi       | 27                |
| Regno Unito       | 70                |
| Spagna            | 19                |
| Svizzera          | 7                 |